# Amegilla
Amegilla är ett släkte av bin. Amegilla ingår i familjen långtungebin.

## Beskrivning
Vissa arter har metallglänsande, blå eller gröna band, särskilt på bakkroppen. Ansiktet har vanligen gula eller vita markeringar hos båda könen. I engelskspråkiga länder kallas arterna ofta för "blue-banded bees" på grund av de blårandiga bakkropparna, men långtifrån alla arter har ett sådant färgmönster.

## Utbredning
Släktet finns i alla världsdelar utom Antarktis.  I hela världen finns omkring 260 arter. Få arter förekommer emellertid norr om 45° N.

## Ekologi
Habitatet utgörs ofta av torra biotoper, som öknar, halvöknar, stäpper och macchialiknande buskvegetation. De ingående arterna föredrar blommor med djupa blomkalkar, som strävbladiga växter, kransblommiga växter, ärtväxter, flenörtsväxter och korgblommiga växter (då främst tistlar). Arterna är mycket snabba och skickliga flygare.
Alla arter är solitära bin, det vill säga honorna står själva för omvårdaden av avkomman, utan hjälp av några arbetare. Boet är ofta en enkel konstruktion, som grävs ut i jorden.

## Ingående arter
Dottertaxa till Amegilla, i alfabetisk ordning:

- Amegilla acraensis
- Amegilla adamsella
- Amegilla adelaidae
- Amegilla advenula
- Amegilla aerizusa
- Amegilla aeruginosa
- Amegilla africana
- Amegilla albiceps
- Amegilla albigena
- Amegilla albigenella
- Amegilla albocaudata
- Amegilla alpha
- Amegilla amymone
- Amegilla andresi
- Amegilla andrewsi
- Amegilla anekawarna
- Amegilla annos
- Amegilla anomala
- Amegilla antimena
- Amegilla arcana
- Amegilla argophenax
- Amegilla aspergina
- Amegilla asserta
- Amegilla atribasis
- Amegilla atripes
- Amegilla atrocaerulea
- Amegilla atrocincta
- Amegilla aurata
- Amegilla australis
- Amegilla bechuanensis
- Amegilla bequaerti
- Amegilla berylae
- Amegilla binghami
- Amegilla bombiformis
- Amegilla borneensis
- Amegilla bothai
- Amegilla bouwmani
- Amegilla brookiae
- Amegilla brooksi
- Amegilla bucharica
- Amegilla buruensis
- Amegilla byssina
- Amegilla caelestina
- Amegilla caerulea
- Amegilla calceifera
- Amegilla caldwelli
- Amegilla calens
- Amegilla calva
- Amegilla camelorum
- Amegilla cana
- Amegilla candens
- Amegilla candida
- Amegilla candidella
- Amegilla canifronoides
- Amegilla canifrons
- Amegilla capensis
- Amegilla capeverdensis
- Amegilla centralis
- Amegilla chlorocyanea
- Amegilla cincta
- Amegilla cinctofemorata
- Amegilla cingulata
- Amegilla cingulifera
- Amegilla cinnyris
- Amegilla circulata
- Amegilla comberi
- Amegilla comorensis
- Amegilla confusa
- Amegilla crocea
- Amegilla custos
- Amegilla cyanipennis
- Amegilla cygni
- Amegilla cymatilis
- Amegilla cyrtandrae
- Amegilla dawsoni
- Amegilla deceptrix
- Amegilla deltoides
- Amegilla dentiventris
- Amegilla disrupta
- Amegilla dohertyi
- Amegilla dulcifera
- Amegilla elegans
- Amegilla elephas
- Amegilla elsei
- Amegilla epaphrodita
- Amegilla eritrina
- Amegilla expleta
- Amegilla fabriciana
- Amegilla fallax
- Amegilla farinosa
- Amegilla fasciata
- Amegilla feronia
- Amegilla ferrisi
- Amegilla ferrocincta
- Amegilla fimbriata
- Amegilla flammeozonata
- Amegilla florea
- Amegilla garrula
- Amegilla gigas
- Amegilla glauca
- Amegilla glycyrrhizae
- Amegilla godofredi
- Amegilla grandiceps
- Amegilla grayella
- Amegilla griseotecta
- Amegilla grisescens
- Amegilla gussakovskyi
- Amegilla hackeri
- Amegilla hainanensis
- Amegilla hanitschi
- Amegilla harttigi
- Amegilla hastula
- Amegilla himalajensis
- Amegilla holmesi
- Amegilla houstoni
- Amegilla hypocyanea
- Amegilla imitata
- Amegilla incana
- Amegilla insignata
- Amegilla insularis
- Amegilla jacobi
- Amegilla jamesi
- Amegilla kaimosica
- Amegilla kalahari
- Amegilla karakumensis
- Amegilla katangensis
- Amegilla kershawi
- Amegilla korotonensis
- Amegilla kuleni
- Amegilla langi
- Amegilla latizona
- Amegilla liberica
- Amegilla lieftincki
- Amegilla lomamica
- Amegilla longmani
- Amegilla longula
- Amegilla lutulenta
- Amegilla luzonica
- Amegilla maclachlani
- Amegilla macroleuca
- Amegilla maculicornis
- Amegilla madecassa
- Amegilla malaccensis
- Amegilla marqueti
- Amegilla mauritanica
- Amegilla medicorum
- Amegilla meltonensis
- Amegilla mesopyrrha
- Amegilla mewiella
- Amegilla michaelis
- Amegilla mimadvena
- Amegilla mimica
- Amegilla modestoides
- Amegilla mongolica
- Amegilla montivaga
- Amegilla mucorea
- Amegilla murrayensis
- Amegilla murrayi
- Amegilla natalensis
- Amegilla nigricornis
- Amegilla nigritarsis
- Amegilla nigroclypeata
- Amegilla nigropilosa
- Amegilla nila
- Amegilla nivea
- Amegilla niveata
- Amegilla niveocincta
- Amegilla nonconforma
- Amegilla nubica
- Amegilla obscuriceps
- Amegilla ochroleuca
- Amegilla omissa
- Amegilla pagdeni
- Amegilla paracalva
- Amegilla paradoxa
- Amegilla parapulchra
- Amegilla parhypate
- Amegilla pendleburyi
- Amegilla penicula
- Amegilla perasserta
- Amegilla perpulchra
- Amegilla potanini
- Amegilla preissi
- Amegilla proboscidea
- Amegilla pseudobomboides
- Amegilla pulchra
- Amegilla pulverea
- Amegilla punctata
- Amegilla punctifrons
- Amegilla puttalama
- Amegilla pyramidalis
- Amegilla quadrata
- Amegilla quadrifasciata
- Amegilla rapida
- Amegilla regalis
- Amegilla rhodoscymna
- Amegilla rickae
- Amegilla robinae
- Amegilla rubricata
- Amegilla rufa
- Amegilla rufescens
- Amegilla ruficornis
- Amegilla rufipes
- Amegilla salteri
- Amegilla salviae
- Amegilla samarensis
- Amegilla sapiens
- Amegilla savignyi
- Amegilla scymna
- Amegilla semipulverosa
- Amegilla senegalensis
- Amegilla sesquicincta
- Amegilla shafferyella
- Amegilla sierra
- Amegilla simbana
- Amegilla sjoestedti
- Amegilla socia
- Amegilla sordida
- Amegilla sordidula
- Amegilla spilostoma
- Amegilla stantoni
- Amegilla subcoerulea
- Amegilla subrussata
- Amegilla subsalteri
- Amegilla subtorrida
- Amegilla sumatrana
- Amegilla sybilae
- Amegilla talaris
- Amegilla terminata
- Amegilla ternatensis
- Amegilla tetrataeniata
- Amegilla thorogoodi
- Amegilla torensis
- Amegilla triangulifera
- Amegilla tubifera
- Amegilla urens
- Amegilla walkeri
- Amegilla wallacei
- Amegilla vanderysti
- Amegilla vegeta
- Amegilla velocissima
- Amegilla velutina
- Amegilla vestitula
- Amegilla whiteheadi
- Amegilla whiteleyella
- Amegilla victoriensis
- Amegilla vigilans
- Amegilla violacea
- Amegilla vivida
- Amegilla xerophila
- Amegilla yunnanensis
- Amegilla zonata

## Bildgalleri

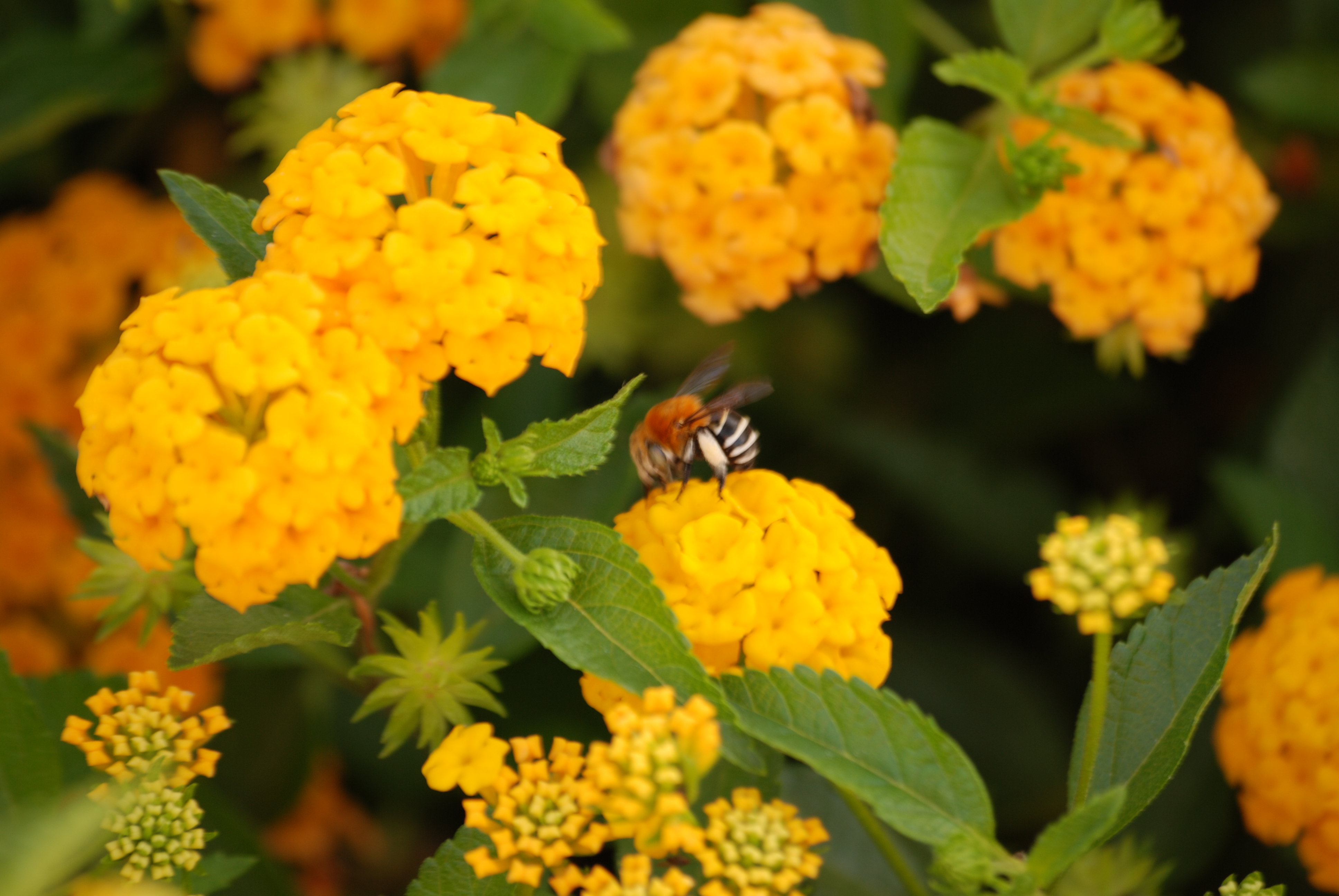
Möjlig Amegilla quadrifasciata på art i eldkronesläktet.
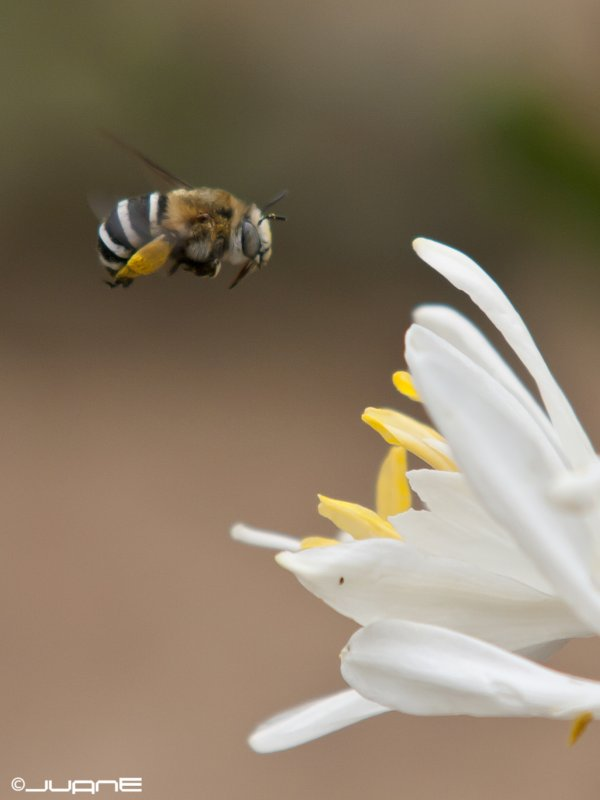
Amegilla canifrons.
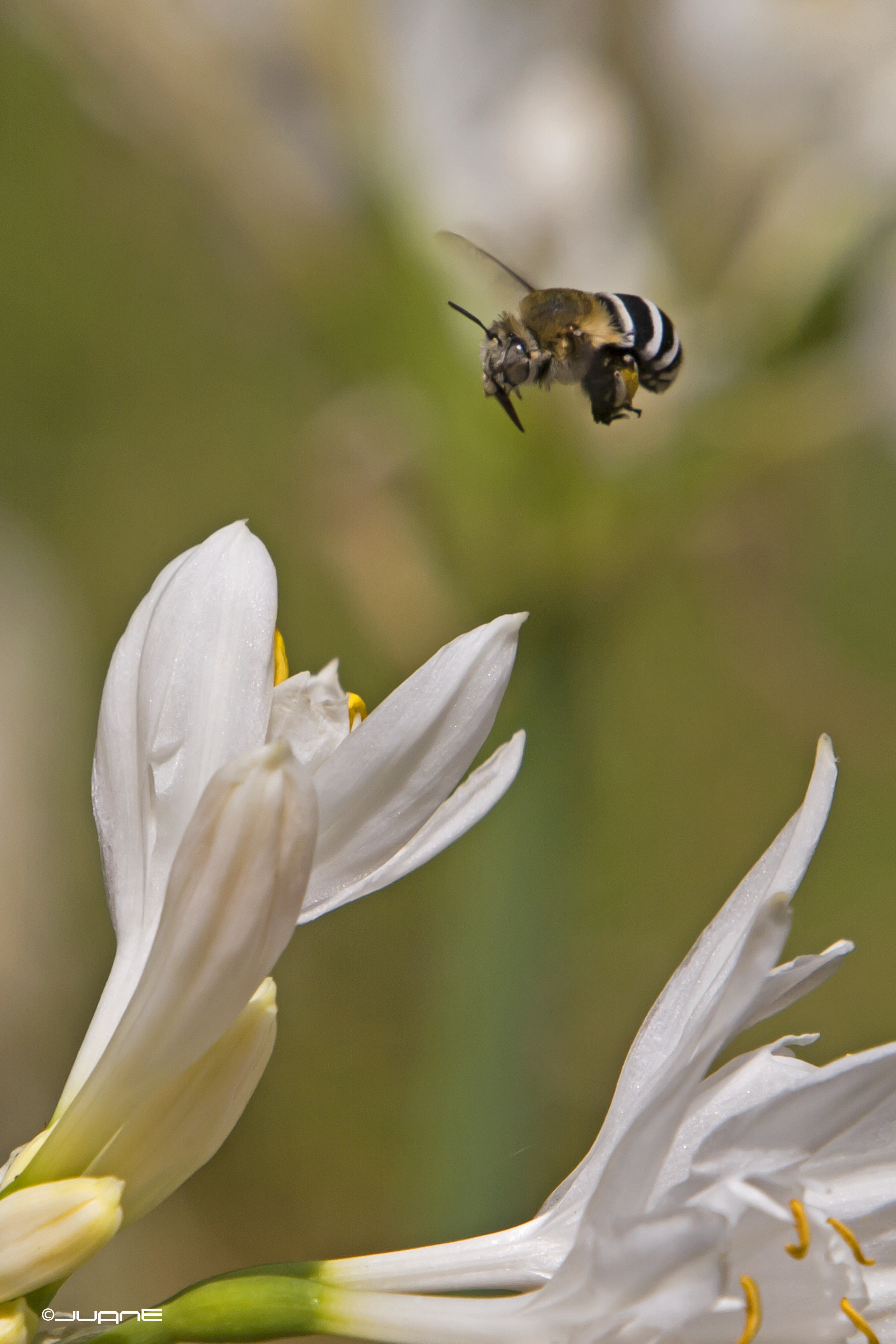
Amegilla canifrons.
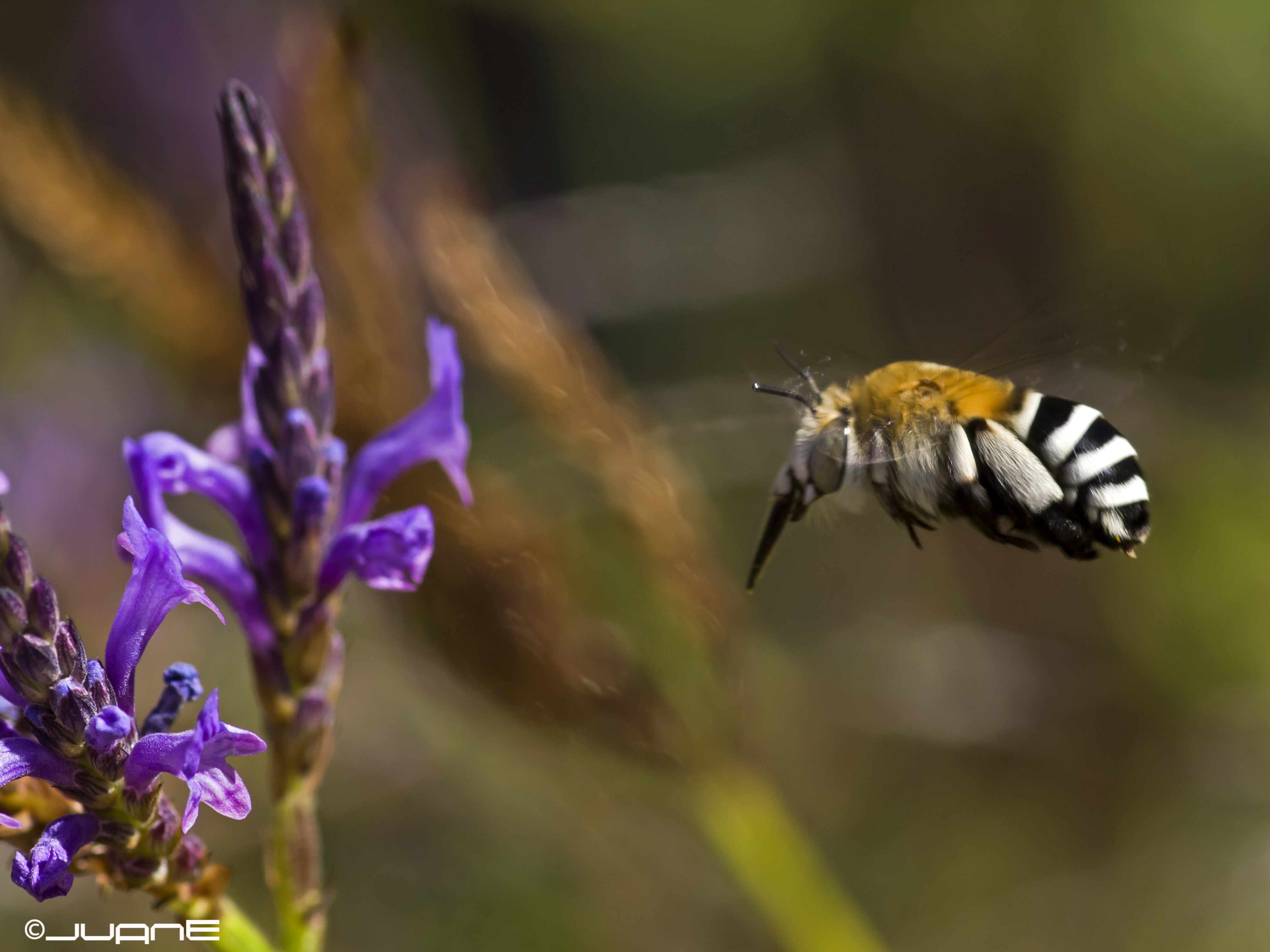
Amegilla canifrons.
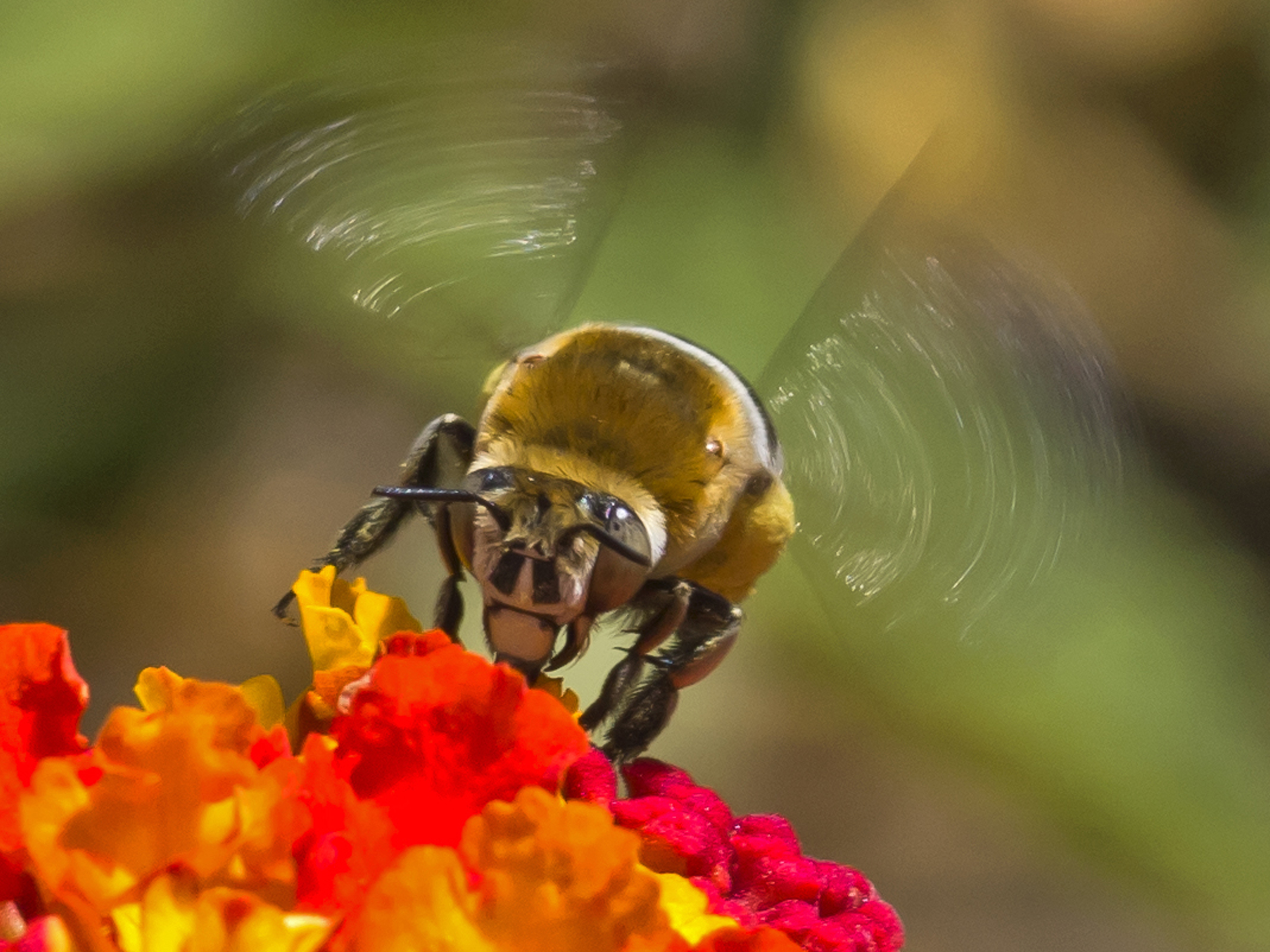
Amegilla canifrons.
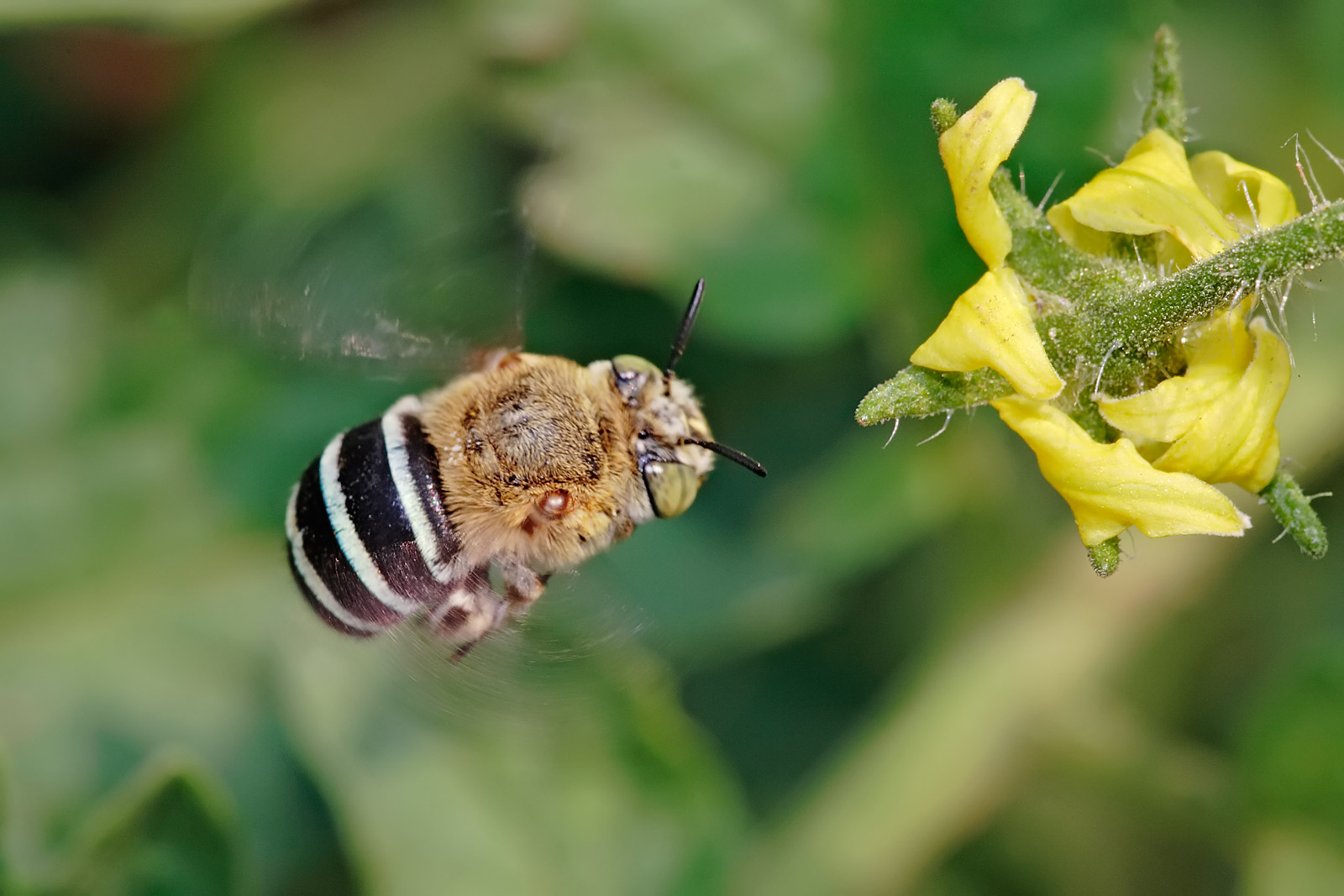
Amegilla cingulata från Victoria i Australien
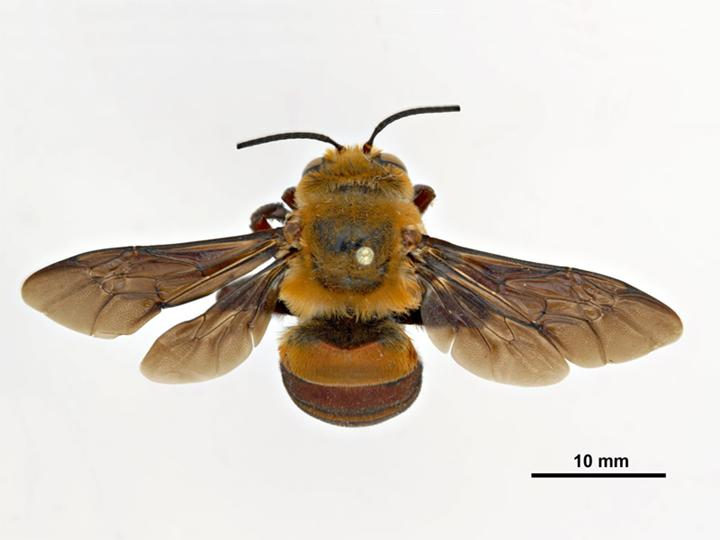
Amegilla dawsoni
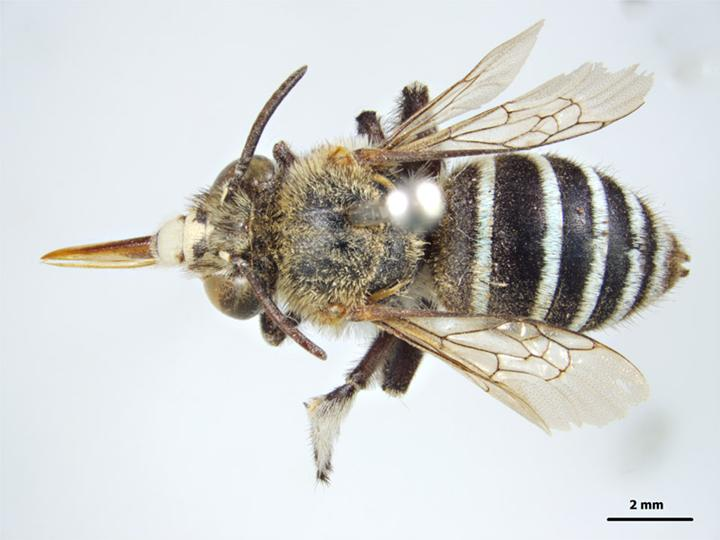
Amegilla pulchra, hane.